# Marter am Berg

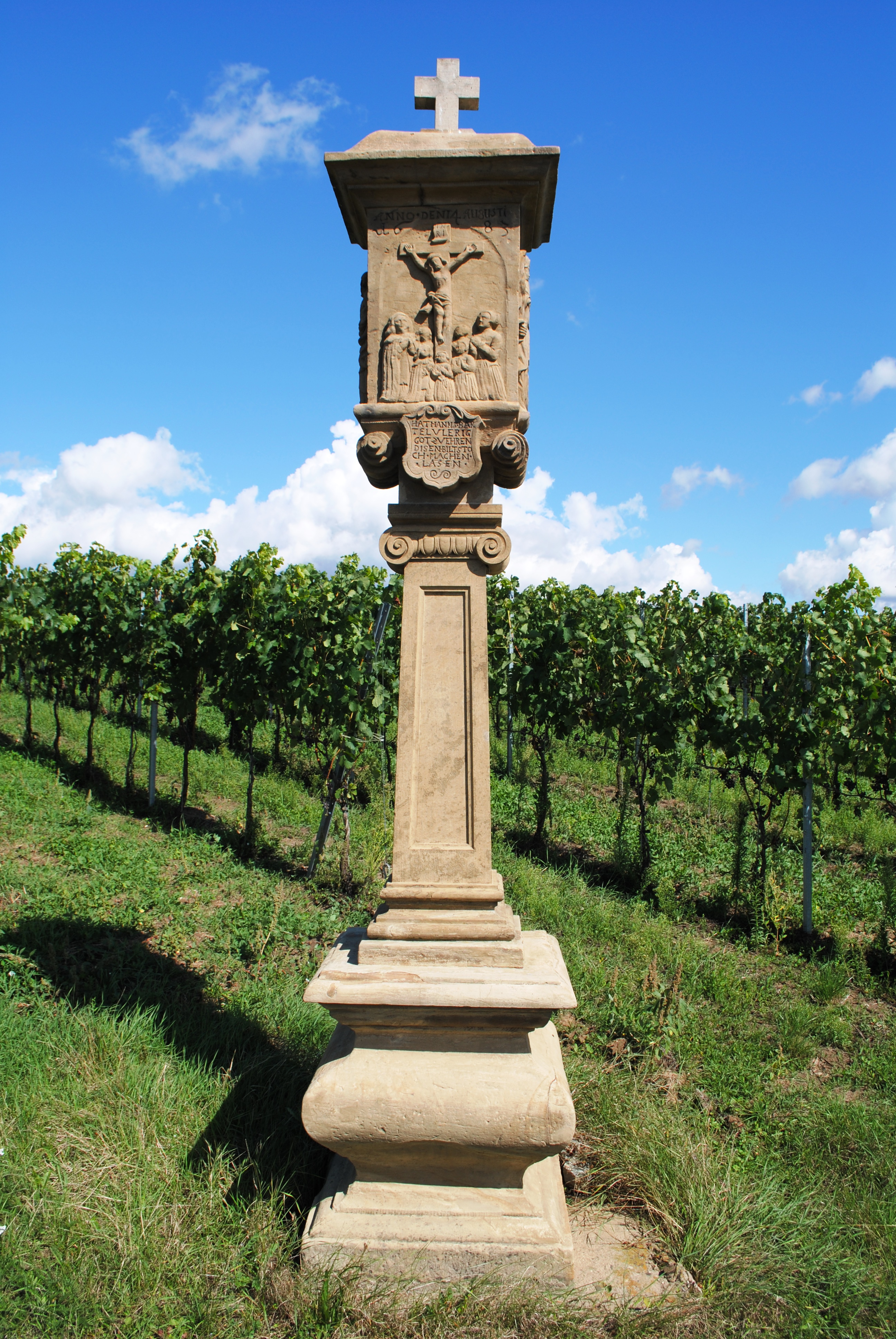
Der Bildstock in Sommerach

Die Marter am Berg (auch Kreuzigungsbildstock von 1683) ist eine Marter in der Gemarkung von Sommerach im unterfränkischen Landkreis Kitzingen. Der Bildstock ist am sogenannten Mittelweg zwischen Sommerach und Nordheim am Main zu finden.

## Geschichte
Der Bildstock wurde von einem Privatmann im Jahr 1683 gestiftet. Der Stifter „HANNS BARTEL VLERIG“ wurde in einer Wappenkartusche auf dem Stock verewigt. Ebenso stellte man die Familie des Stifters um den Gekreuzigten dar. Deshalb ist davon auszugehen, dass Vlerig (bzw. Ulerig) fünf Kinder hatte. Die ebenfalls an der Marter angebrachten Werkzeuge eines Büttners verweisen wahrscheinlich auf den Beruf des Stifters, die Aufstellung an den Weinbergen unterstützt diese Lesart.
Der Bildstock wurde im Jahr 1961 im Zuge der Weinbergsbereinigung erneuert, was ebenfalls durch eine Inschrift im Pfeiler kenntlich gemacht wurde. Heute wird der Bildstock vom Bayerischen Landesamt für Denkmalpflege als Baudenkmal eingeordnet.

## Beschreibung
Der Bildstock präsentiert sich als Marter aus dem Barock. Er besitzt einen sich verjüngenden, quadratischen Pfeiler und einen vierseitigen Bildaufsatz. Ein ausladendes Volutenkapitell leitet zum Aufsatz über, an dem Reliefs der Krönung Mariens und der Kreuzigung angebracht wurden. An den Schmalseiten sind Darstellungen des heiligen Bartholomäus und von St. Michael zu erkennen. Unterhalb der Kreuzigung Christi sind mehrere Stifterfiguren herausgearbeitet. Die Jahreszahl „1.6.83“ wurde auf dem Bildstock angebracht.